# Södermanlands runinskrifter 209
Runinskrift Sö 209 är en runsten som står i Fröberga i Överselö socken och Strängnäs kommun, Selebo härad i Södermanland. Stenen står på landsvägens norra sida och på östra sidan om infartsvägen till Fröberga.

## Inskriften
Runsvenska: uikhiulmbR • auk • auþmuntr • þaiR • litu • raisa • sten • at • serkiR • broþur • sen • koþna
Normaliserad: VighialmbR ok Auðmundr þæiR letu ræisa stæin at SværkiR, broður senn goðan.
Nusvenska: Vighjälm och Ödmund de lät resa stenen efter Sverker, sin gode broder.

## Stenen
Stenen står på eller nära den plats där den ursprungligen restes. Den är troligen ristad av runmästaren Balle som var verksam under 1000-talets senare del. Hans huvudsakliga verksamhetsområde var sydvästra Uppland, men han har också ristat omkring tio stenar på Selaön, varav följande tre är signerade: Sö 203, Sö 210 och Sö 214.